# جایزه دکتر رضا داوری اردکانی
جایزهٔ دکتر رضا داوری اردکانی جایزه‌ای است که سالانه به افتخار رضا داوری اردکانی توسط مرکز فرهنگی شهر کتاب به رساله‌های برگزیدهٔ دورهٔ دکتری فلسفه اعطا می‌شود. اولین دورهٔ این جایزه در سال ۱۳۹۴ اعطا شده است.

## دوره‌های برگزارشده
| دوره         | سال برگزاری | هیئت داوران | رساله‌های برگزیده | رساله‌های تشویقی                                                                                         |
| ------------ | ----------- | --- | --- | --- |
| اول          | ۱۳۹۴        | | «رابطه بنياد (جهت) و زمان از نظر هايد‌گر» نیره‌سادات میرموسی | |
| دوم          | ۱۳۹۵        | | «پروکلوس و تدوین گونه ‌ای جامع الهیات یونانی برمبنای فلسفه‌ افلاطون» رضا کورنگ بهشتی                                                                                 | «بررسی تفسیر هایدگر از آموزه‌ «موجود» و «ناموجود» در محاوره‌ سوفسطایی افلاطون» صدیقه موسی‌زادهٔ نعلبند      |
| سوم          | ۱۳۹۶        | پرویز ضیاءشهابی، شهرام پازوکی، حمید طالب‌زاده، علی‌اصغر مصلح، محمدجواد صافیان، علی‌اصغر محمدخانی                                                              | «تناهی و طرح استعلایی هستی‌شناسی بنیادین در اندیشهٔ هایدگر» احمد رجبی                                                                                                | «پدیدارشناسی عشق و بحران فرهنگ متجدد (مدرن) بر اساس آراء ماکس شلر» صبورا حاجی‌علی اورک‌پور                |
| چهارم و پنجم | ۱۳۹۸        | رضا داوری اردکانی، پرویز ضیاء شهابی، شهرام پازوکی، علی اصغر مصلح، محمدجواد صافیان، حسین معصومی همدانی، امیراحسان کرباسی‌زاده، حسین شیخ‌رضایی، میثم محمدامینی | «همزمانی و واقعیت: نسبت متافیزیک زمان و همزمانی نسبی» حسن امیری‌آرا                                                                                                 | |
| ششم          | ۱۳۹۹        | رضا داوری اردکانی، پرویز ضیاء شهابی، شهرام پازوکی، سیدحمید طالب‌زاده، محمدجواد صافیان و علی‌اصغر مصلح، علی‌اصغر محمدخانی                                      | «بررسی و تحلیل خودفهمی در پدیدارشناسی هرمنوتیکی هیدگر و ریکور» سیده‌اکرم برکاتی «نقد دیالکتیک در فلسفهٔ هگل از منظر فلسفهٔ ادبی در اندیشهٔ کیرکگور» محمدهادی حاجی‌بیگلو | |
| هفتم و هشتم  | ۱۴۰۱        | رضا داوری اردکانی، پرویز ضیاء شهابی، شهرام پازوکی، سیدحمید طالب‌زاده، محمدجواد صافیان و علی‌اصغر مصلح، علی‌اصغر محمدخانی                                      | «هایدگر و ویتگنشتاین: مقایسه‌ای از نظرگاه انسان‌شناسی فلسفی» نوشته‌ احسان کریمی‌ترشیزی                                                                                 | «تبیین تکلیف بدل شدن به خویشتن بر مبنای دریافت نوین کی‌یر کگور از رویداد حرکت» نوشته‌ سیدکیارش شیخ‌الاسلام |